# Valerià Miralles i Ortolà
Valerià Miralles i Ortolà (Pego, 29 d'octubre de 1939 - València, 13 de desembre de 1997) va ser un polític i activista valencià, destacat dirigent valencianista als anys huitanta i noranta.
Valerià Miralles provenia d'una família adinerada, de tendències conservadores i de fortes arrels religioses que va estudiar als jesuïtes. Amb posterioritat es traslladaria a València per a estudiar a la Facultat de Dret, on ja es respirava l’ambient de la influència del fusterianisme a la Universitat i allí va començar la seua activitat política encapçalant reunions i manifestacions clandestines en contra del règim franquista, essent un dels militants originaris del Partit Socialista Valencià que abandonà posteriorment el 1966 amb una escissió obrerista. Va ser detingut per les famoses pintades de Parlem Valencià! i Valencians, unim-nos el 1965 i 1966 on Valerià Miralles i els companys de partit pintaren a les parets amb quitrà.
El 1982 va fundar junt amb altres valencians el partit Esquerra Unida del País Valencià (EUPV), del qual una part d'aquest el 1983 s'integraria en Unitat del Poble Valencià sent Valerià Miralles un d'ells. El 1988 participaria en alguns actes de la Crida a la Solidaritat i el 1992 abandonà definitivament UPV per a crear la Federació Valenciana d'ERC, de la qual seria fundador i el primer president.
També es dedicà al món del llibre, fundant la llibreria Concret, col·laborant a Gorg, i editant sota el segell d'Editorial Garbí amb el permís de l'Editorial Lavínia alguns llibres, entre els quals el llibre El valencianisme polític, d'Alfons Cucó i participa en la creació, el 1983, d'Edicions del Bullent, amb Gabriel Sendra, Maribel Marco i Claudi Arenas.
El municipi de Pego li va dedicar un carrer.